# 8079 Bernardlovell
A 8079 Bernardlovell (ideiglenes jelöléssel 1986 XF1) a Naprendszer kisbolygóövében található aszteroida. Edward L. G. Bowell fedezte fel 1986. december 4-én.